# Perry Robinson
Perry Morris Robinson (Nova Iorque, 17 de setembro de 1938 – 2 de dezembro de 2018) foi um clarinetista e compositor de jazz americano. Era filho do compositor Earl Robinson.

## Biografia
Robinson cresceu na cidade de Nova Iorque e frequentou a Lenox School of Jazz em Massachusetts em meados do ano de 1959. Sua primeira gravação, Funk Dumpling (com Kenny Barron, Henry Grimes e Paul Motian) foi feita me 1962. Ele também apareceu com Grimes em The Call em 1965. Robinson serviu o numa banda militar no início da década de 1960. Desde 1973 ele tem trabalhado com Jeanne Lee e Gunter Hampel na Galaxie Dream Band. Ele participou do álbum de Dave Brubeck, Two Generations of Brubeck e do álbum de klezmer da banda holandesa Burton Greene Klezmokum, além de ter liderado bandas próprias.
De 1975 a 1977, Robinson foi membro de uma banda chamada Clarinet Contrast, com os clarinetistas alemães Theo Jörgensmann e Bernd Konrad. Ele gravou com Lou Grassi como membro da banda PoBand desde o final da década de 1990 e com  Lou Grassi, Wayne Lopes e Luke Faust em 'The Jug Jam', uma banda de improviso. 
Sua autobiografia, Perry Robinson: The Traveler (com coautoria de Florence F. Wetzel), foi publicada em 2002.

## Discografia

### Principal
- 1960:  East of Suez (Savoy Records)
- 1962: Funk Dumpling (Savoy)
- 1965:  Perry Robinson  (ESP-Disk])
- 1978:  Kundalini (Improvising Artists)
- 1978: The Traveler (Chiaroscuro Records)
- 1989: Nightmare Island: Live at the Leverkusener Jazztage (Westwind)
- 1990:  Call to the Stars – Perry Robinson Quartet – Records (Westwind)
- 2003: Still Traveling (Westwind)
- 2005:  The Gone Orchestra Presents: Perry Robinson and the Eternal Flame (Mahaffay Musical Archives)
- 2009: Two Voice in the Desert (Tzadik Records)

### Como instrumentista
- The Call - Henry Grimes - 1965 ESP-Disk
- Mama Too Tight - Archie Shepp 1966 Grp Records UPC: 011105024822
- Bunky & Jake 1968 Mercury Records
- It Crawled into My Hand, Honest - The Fugs Reprise RS-6305 / Transatlantic 181 / Edsel XED-181 – 1968
- L.A.M.F. - Bunky & Jake 1969 Kiribati Productions
- Liberation Music Orchestra (1969)
- Jazz Composers Orchestra: Escalator Over The Hill - JCOA EOTH / 839 310 - novembro 1968 - junho 1971
- Jake & The Family Jewels - Jake & The Family Jewels - Polydor 244029 - 1970
- I'm The One - Annette Peacock RCA 6025 – 1972
- Impulsively! – Vários artistas 1972 Impulse Records
- Conspiracy - Jeanne Lee – 1974
- Poum - Composers Collektive (Perry Robinson, John Fischer, Mark Whitecage, Laurence Cook, Mario Pavone) (1974)
- Secret Sauce – Skyking Columbia 33367 – 1975
- Interface - John Fischer (with Mark Whitecage, Perry Robinson Armen Halburian], Rick Kilburn, John Shea, Jay Clayton & Laurence Cook) (1975)
- Live at Environ - John Fischer (com Perry Robinson e Rick Kilburn) (1975)
- Environ Days - John Fischer (com Lester Bowie, Perry Robinson, Charles Tyler, Marion Brown, Arthur Blythe & Philip Wilson) (gravado na década de 1970, lançado em 1991)
- I Wanna Play for You - Stanley Clarke – 1977 Sony UPC: 074646429525
- It Just So Happens - Ray Anderson 1978 Enja UPC: 063757503729
- You Better Fly Away - Clarinet Summit (com John Carter, Gianluigi Trovesi, Theo Jörgensmann, Bernd Konrad, Ernst-Ludwig Petrowsky, Didier Lockwood, Stan Tracey, Eje Thelin, Kai Kanthak, J.F. Jenny-Clark, Günter "Baby" Sommer, Aldo Romano) (1979)
- Mr. Playdough Man - Cool and the Clones, Ejaz (cassete) - 1979 - 1983
- Celestial Glory - Gunter Hampel & His Galaxie Dream Band 1981
- Inscapes - Gunter Hampel, Birth BVNT05 (video)
- Live in Eastern Europe - John Fischer (1983)
- Licorice Factory (1986) - Licorice Factory
- Songs Of The Working People - Flying Fish 483 – 1988
- Jew-azzic Park - Klezmokum (1994)
- Pogressions - Lou Grassi (1995)
- ReJew-Venation - Klezmokum (1998)
- Pushin' 30 - Eli Yamin, Yamin Music - 1998
- The Best of Kilopop! - Chris Butler, Future Fossil Music DIG4-CD/FF – 2000
- New Prohibition: A Music History of Hemp (Various Artists) - Viper Records – 2001
- Klezmokum: Le Dor Va Dor - BVHAAST 0700 – 2001
- Bob's Pink Cadillac - William Parker Clarinet Trio – 2002 Eremite Records UPC: 723724625129
- ComPOsed - Lou Grassi's PoBand/John Tchicai 2002
- Buzzy Linhart Presents the Big Few (2003) - Buzzy Linhart
- Kundalini Rhapsody - Muruga Booker, Dr. Dennis Chernin, & Perry Robinson – 2003 Think
- One Global Village - Global Village Ceremonial Band – 2005 Qbico
- Honeysuckle Dog - Chris Smither  2004 Okra-tone Records UPC: 691874497128
- Invisible Cities - Steve Swell/Perry Robinson 2004
- Rarum Xv - Carla Bley 2004 Ecm Records UPC: 044001420825
- Holy Ghost: Rare & Unissued Recordings (1962-70) (2004) - Albert Ayler (Interviewee) Revenant Records UPC: 630814021320
- Children Song - Children Song 2005 Konnex UPC: 4017867030978
- Free Funk – Free Funk (2005) Self-Titled LP on Qbico Records
- Carnival Skin - Perry Robinson, Peter Evans,  Bruce Eisenbeil, Hilliard Greene, Klaus Kugel - Nemu Records - 2005
- Impulse Story - Archie Shepp Impulse Records 2006 UPC: 602498551165
- Still Travelling - West Wind Records  – 2006 UPC: 614511742122
- First Blues - Allen Ginsberg – (2006) Water UPC: 646315716627
- Muruga & The Global Village Ceremonial Band - (2005) Self Titled LP on Qbico Records
- House That Trane Built: Story Of Impulse Records - Various Artists (2006) Impulse Records UPC: 602498562833
- The Soul In The Mist - Andrea Centazzo, Perry Robinson & Nobu Stowe (2007) Ictus Records
- Hommage an Klaus Kinski - Nobu Stowe-Lee Pembleton Project  (2007) Soul Note Records
- Ancestors, Mindreles, Nagila Monsters - Klez-Edge  (2008) Tzadik UPC: 702397812722
- OrthoFunkOlogy – Free Funk (2008) Musart

## Referência bibliográfica
- Perry Robinson: The Traveler - Florence F. Wetzel & Perry Robinson (2002) Writers Club Press (Paperback) ISBN 0595215386, ISBN 978-0595215386